# Miles Sound System
Das Miles Sound System (MSS), vormals Audio Interface Library (AIL), ist eine Middleware primär für Computerspiele, die meistens als Alternative bei einfachen Audio-Chipsätzen Verwendung findet. Sie verwendet wenig Prozessorzeit und liefert gleichzeitig eine adäquate Audioausgabe. Sie war ursprünglich eine Middleware-Treiber-Bibliothek für Soundkarten unter DOS-Anwendungen, als keine brauchbare Alternative existierte. RAD Game Tools erwarb die Technologie 1995 von Miles Design. Die ursprüngliche Veröffentlichung war 1991.
John Miles veröffentlichte den Quelltext von AIL Version 2 für DOS als Public Domain. Das Paket ist auf seiner Webseite verfügbar („KE5FX.com“) und enthält Code für Programme im Real-Modus als auch für welche im geschützten Modus.

## Einsatz (Auswahl)
Insgesamt existieren knapp 5000 Spiele für verschiedene Plattformen, die das Miles Sound System verwenden.
- Company of Heroes
- Grand Theft Auto III und sein eigenständiger Prequel, Grand Theft Auto: Vice City, beide verwenden neuere Versionen des Systems.
- Medieval 2: Total War, Rome: Total War, Total War: Shogun 2
- Syndicate verwendet MSS in Version 2, und sein Sequel, Syndicate Wars, verwendet MSS v3.3.
- Half-Life 2 und Mods
- WWF WrestleMania: The Arcade Game für DOS
- Nexus: The Kingdom of the Winds
- Anno 1404
- Re-Volt verwendet MMS in Version 5.0a (17. September 1998).
- Neverwinter Nights und sein Sequel Neverwinter Nights 2
- Perfect Dark
- System Shock